# ザグレブ大聖堂

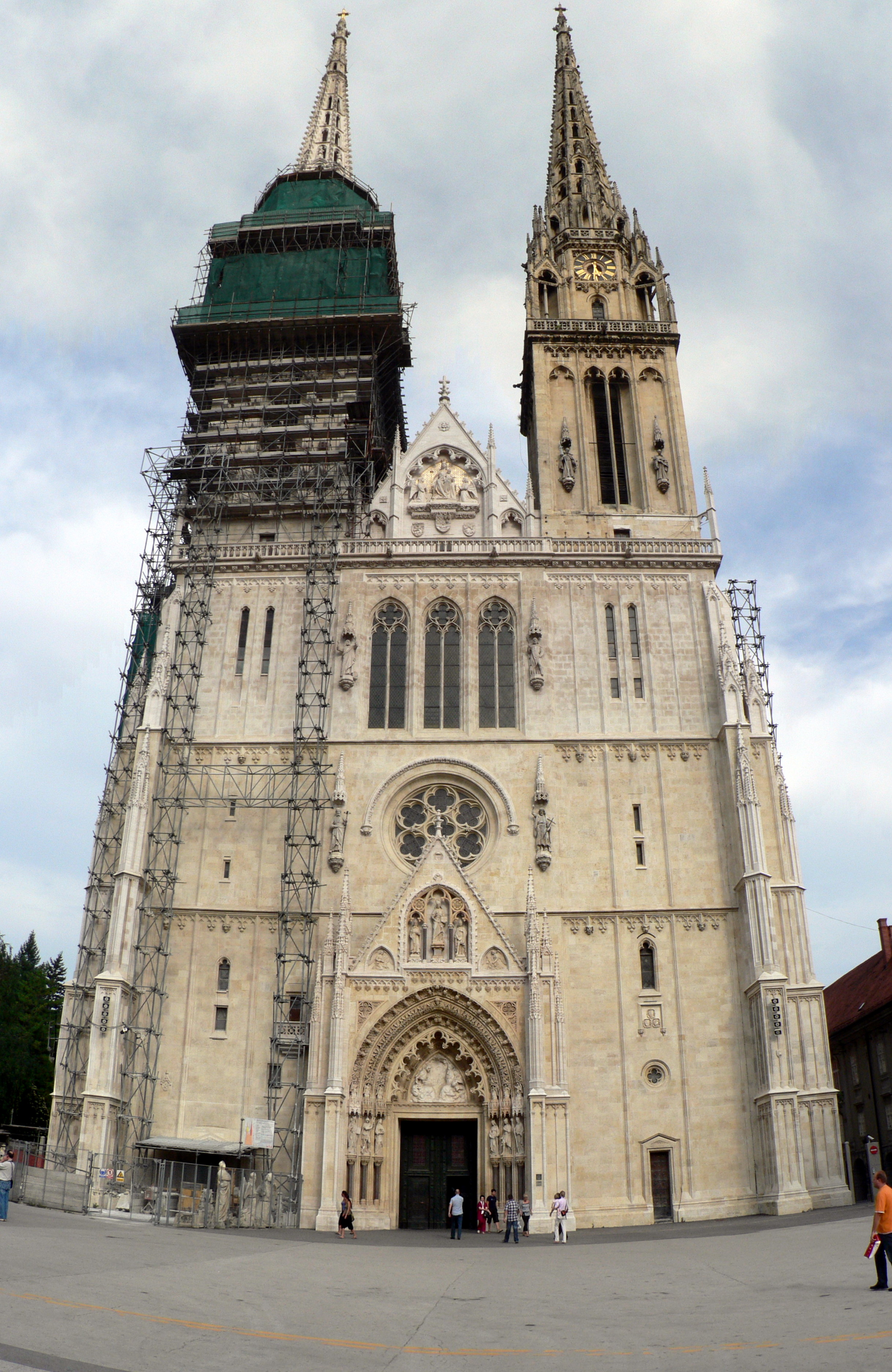
カプトル広場から見たザグレブ大聖堂

ザグレブ大聖堂（ザグレブだいせいどう、クロアチア語: Zagrebačka katedrala）は、クロアチアの首都ザグレブにあるカトリック教会で、クロアチアのカトリック教会の中心である。過去にハンガリー治下では聖ステファノ大聖堂などと呼ばれたこともあるが、現在は聖マリア被昇天大聖堂と呼ばれている。クロアチアで最も有名な建物で、入り口左右の2つの塔（105 m）はクロアチアで最も高い建造物である。
大聖堂の建設は1094年に始まり、タタール侵入時の1242年に破壊されたが、13世紀末にゴシック様式で再建された。オスマン帝国軍の侵入に備えてまわりに城壁が1512年から1521年に建設された。17世紀にはオスマン軍の撤退により塔の建設が再開されて、その際にはバロック様式に建て替えられた。1880年の大火で町も大聖堂も大きな被害を受けて、その後ネオゴシック様式に建て替えられた。
2020年12月1日、ヨシプ・クフティッチ主任司祭が令和2年度外務大臣表彰を受賞。

## 参照項目
- 聖マルコ教会
- アロイジエ・ステピナツ